# Leucocianidina
La Leucocianidina con fórmula química C15H14O7, es un compuesto químico incoloro relacionado con las leucoantocianidinas. La leucocianidina se puede encontrar en Aesculus hippocastanum, Anacardium occidentale, Arachis hypogaea, Areca catechu, Asimina triloba, Cerasus vulgaris, Cinnamomum camphora, Erythroxylon coca, Gleditsia triacanthos, Hamamelis virginiana, Hippophae rhamnoides, Hordeum vulgare, Humulus lupulus, Hypericum perforatum, Laurus nobilis, Magnolia denudata, Malva silvestris, Musa acuminata × balbisiana, Nelumbo nucifera, Pinus strobus, Prunus serotina , Psidium guajava, Quercus alba, Quercus robur, Rumex hymenosepalus, Schinus terebinthifolius, Terminalia arjuna, Terminalia catappa, Theobroma cacao, Drimia maritima, Vicia faba, Vitis vinifera, Zea mays, Ziziphus jujuba'.

## Química
(+)La leucocianidina se puede sintetizar a partir de (+) dihidroquercetina por reducción de borohidruro de sodio.
Equivalentes molares del sintético (2R,3S,4R o S)-leucocianidina y (+)-catequina se condensan con rapidez excepcional a pH 5 en condiciones ambientales para dar el todo-trans-[4,8]- y [4,6]-bi-[(+)-catequinas] (procianidinas B3, B6) el todo-trans-[4,8:4,8]- y [4,8:4,6]-tri-[(+)-catequinas] (procianidina C2 e isómeros).

## Metabolismo
Leucocianidina oxigenasa utiliza leucocianidina, 2-oxoglutarato, y O2 para producir cis-dihidroquercetina, trans-dihydroquercetin (taxifolin), succinato, CO2, y H2O.